# Steve Potvin
Steve Potvin (* 26. September 1974 in Montreal, Québec) ist ein ehemaliger kanadischer Eishockeyspieler und derzeitiger -trainer, der im Verlauf seiner aktiven Karriere unter anderem für die Iserlohn Roosters und Augsburger Panther in der Deutschen Eishockey Liga gespielt hat. In den 1990er Jahren war er auch als professioneller Inlinehockeyspieler in der nordamerikanischen Roller Hockey International aktiv. Seit der Saison 2020/21 ist er als Cheftrainer der Tucson Roadrunners aus der American Hockey League tätig.

## Karriere
Steve Potvin begann seine Karriere 1991 in der Ontario Hockey League bei den Sudbury Wolves. Nach dem Scheitern im Halbfinale der Play-offs wechselte er nach drei Jahren zum Ligakonkurrenten Niagara Falls Thunder.
Sein Profidebüt hatte der Kanadier in der Saison 1994/95 in der International Hockey League, als er vier Spiele für die Peoria Rivermen bestritt. Die folgenden zwei Spielzeiten war Potvin hauptsächlich in der East Coast Hockey League für die Raleigh IceCaps aktiv, kam aber auch zu 21 Spielen in der American Hockey League für drei verschiedene Teams. Von 1997 bis 1999 spielte er für die Hamilton Bulldogs in der AHL. Anschließend wechselte der Flügelspieler nach Europa und schloss sich dem Iserlohner EC an, für den er auch nach dem DEL-Aufstieg ein Jahr aktiv war. Nach einem kurzen Aufenthalt in der Schweiz beim EHC Basel, unterschrieb Potvin 2002 in Schweden beim IF Björklöven. Es folgten drei weitere Jahre in Skandinavien, die er ausschließlich in der zweitklassigen HockeyAllsvenskan verbrachte.
Zur Saison 2005/06 unterschrieb der Linksschütze bei den Augsburger Panthern aus der Deutschen Eishockey Liga. In der nächsten Spielzeit war er für Södertälje SK aktiv. 2007 wechselte Potvin zu den Herning Blue Fox in die dänische AL-Bank Ligaen. Dort konnte er mit seinem Team die Meisterschaft gewinnen. Seine Karriere ließ der Kanadier von 2009 bis 2010 bei den Arizona Sundogs in der Central Hockey League ausklingen.
Zur Saison 2017/18 wechselte Potvin in die Organisation der Tucson Roadrunners, wo er fortan drei Jahre als Assistenztrainer aktiv war. Zur Spielzeit 2020/21 übernahm er schließlich die Position des Cheftrainers und trat dabei die Nachfolge von Jay Varady an.

## Erfolge und Auszeichnungen
- 2000 DEL-Aufstieg mit dem Iserlohner EC
- 2002 Meister der Allsvenskan mit IF Björklöven
- 2007 Elitserien-Aufstieg mit Södertälje SK
- 2008 Dänischer Meister mit den Herning Blue Fox

## Karrierestatistik

### Inlinehockey
(Legende zur Spielerstatistik: Sp oder GP = absolvierte Spiele; T oder G = erzielte Tore; V oder A = erzielte Assists; Pkt oder Pts = erzielte Scorerpunkte; SM oder PIM = erhaltene Strafminuten; +/− = Plus/Minus-Bilanz; PP = erzielte Überzahltore; SH = erzielte Unterzahltore; GW = erzielte Siegtore; 1 Play-downs/Relegation; Kursiv: Statistik nicht vollständig)

## Familie
Steve Potvins Vater Denis Potvin hat in den 1970er und 1980er Jahren mehr als 1200 Spiele für die New York Islanders in der National Hockey League (NHL) absolviert und wurde 1991 in die Hockey Hall of Fame aufgenommen. Auch sein Onkel Jean Potvin spielte lange für die Islanders.